# هضبة بالاتين

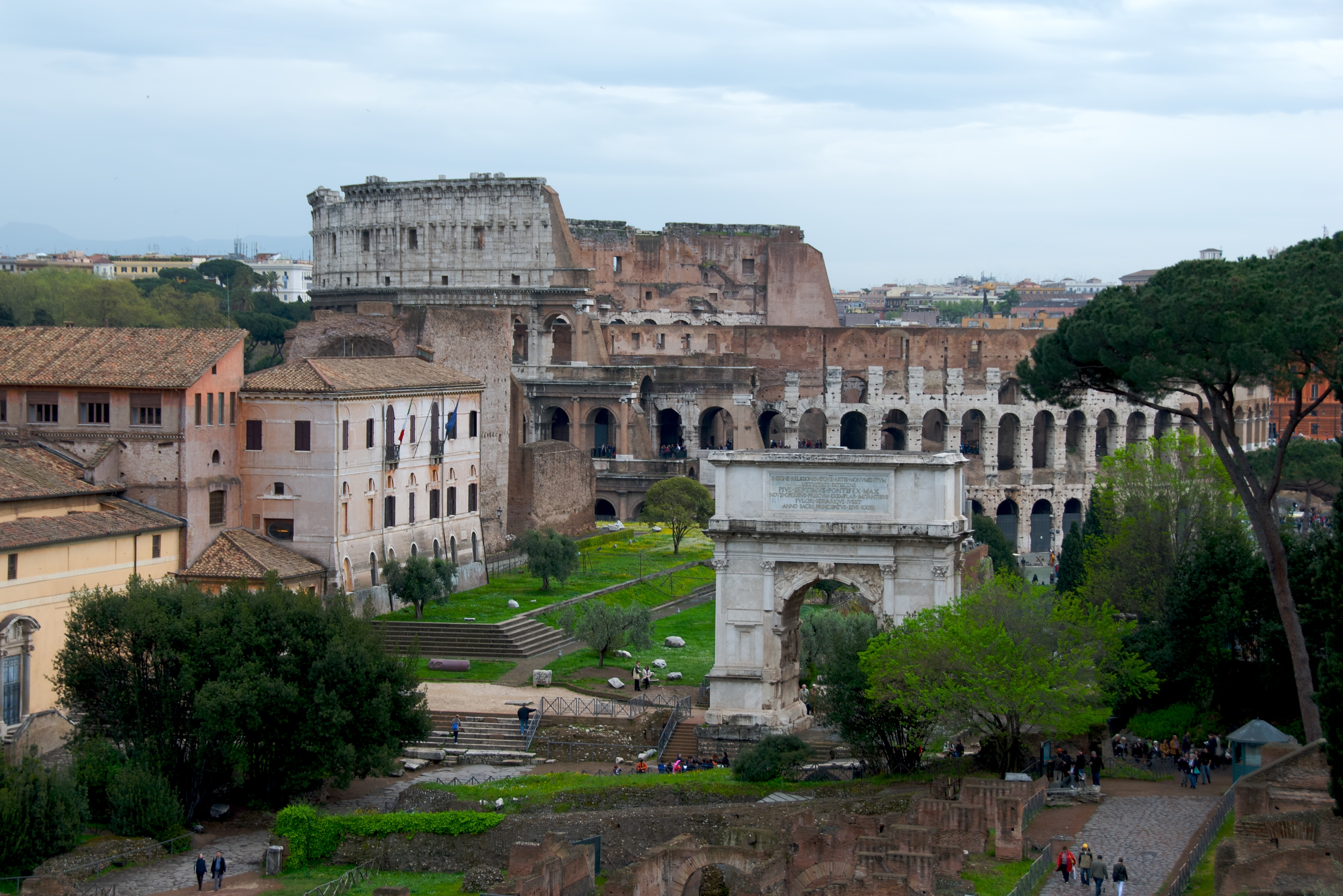
مشهدٌ من هضبة بالاتين.

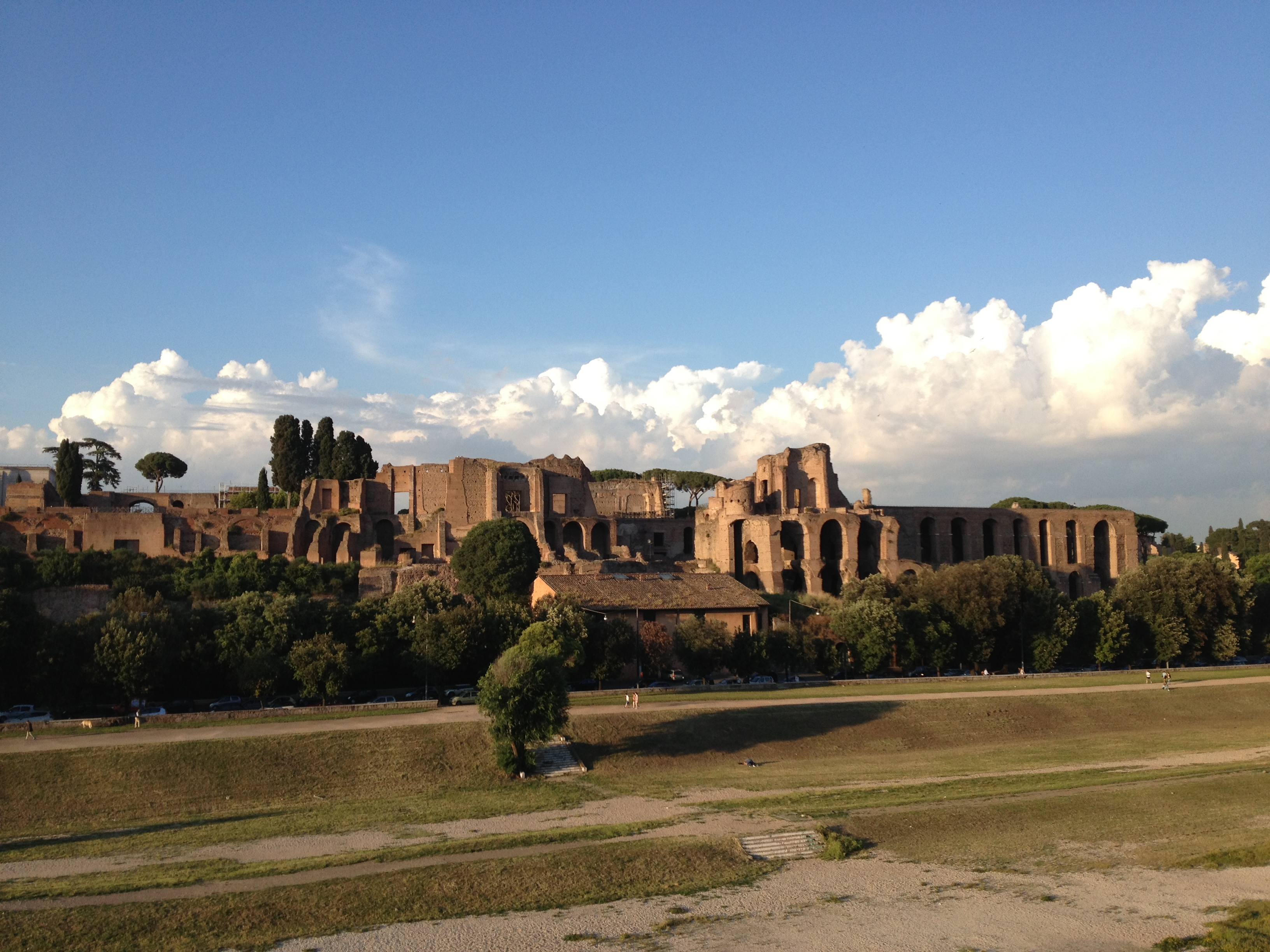
بقايا دار أغسطس في هضبة بالاتين.

هضبة بالاتين (مشتقَّة من الكلمة الإيطالية Palazzo، أي: قصر) هي الهضبة الوسطى من هضاب روما السَّبع، وهي تُعدُّ إحدى أقدم أجزاء مدينة روما القديمة، عاصمة الإمبراطورية الرومانية. تقع الهضبة على ارتفاع 40 متراً فوق المنتدى الروماني القديم، وهي تطل من جهةٍ على المنتدى بينما من الجهة الأخرى على ميدان سيركوس ماكسيموس الأثري لسباقات عربات الخيل.

## الأساطير
كانت هضبة بالاتين بحسب الأساطير الرومانية موقع كهفٍ يُعرَف باسم لوبركال، ففي هذا الكهف، عثرت ذئبة رماديَّة أسطورية تُدعى لوبا على الأخوين رومولوس ورموس (مؤسِّسي مدينة روما القديمة وأول ملوك المملكة الرومانية) وأنقذتهما من الموت، واعتنت بهما لمدة من الزمن. فيما بعد، عثر كاهنٌ يدعى فاوستولوس على الأخوين، فأخذهما واهتم بهما مع زوجته آكا لارينتيا حتى كبرا. عندما كبر التوأمان، تعاونا معاً على قتل عمّهما، لأنه كان قد اغتصب عرش مدينتهم من جدهما عندما كانا صغيرَين. إلا أنَّهما فضَّلا أن يؤسسا مدينة خاصة بهما على ضفاف نهر التيبر. بعد تأسيس المدينة، حدث شجارٌ مفاجئ بين الأخوين، انتهى بأن قتل رومولوس أخاهُ التوأم رموس. وتُنسَب مدينة روما الحالية باسمها إلى الأخ رومولوس.